# Confine tra Cina e Kazakistan
Il confine tra la Cina e il Kazakistan o confine sino-Kazako (in kazako Қазақстан-Қытай мемлекеттiк шекарасы?, in russo Казахстанско-китайская государственная граница?), è il confine internazionale tra la Repubblica popolare cinese e la Repubblica del Kazakistan. La linea di confine tra i due paesi è stata in gran parte ereditata dal confine esistente tra l'Unione Sovietica e la Cina e, in precedenza, tra l'Impero russo e l'Impero Qing; tuttavia, è stato completamente delimitato solo alla fine del XX e all'inizio del XXI secolo. Secondo le commissioni di confini internazionali che ne hanno effettuato la demarcazione la frontiera è lunga 1782,75 km.

## Storia

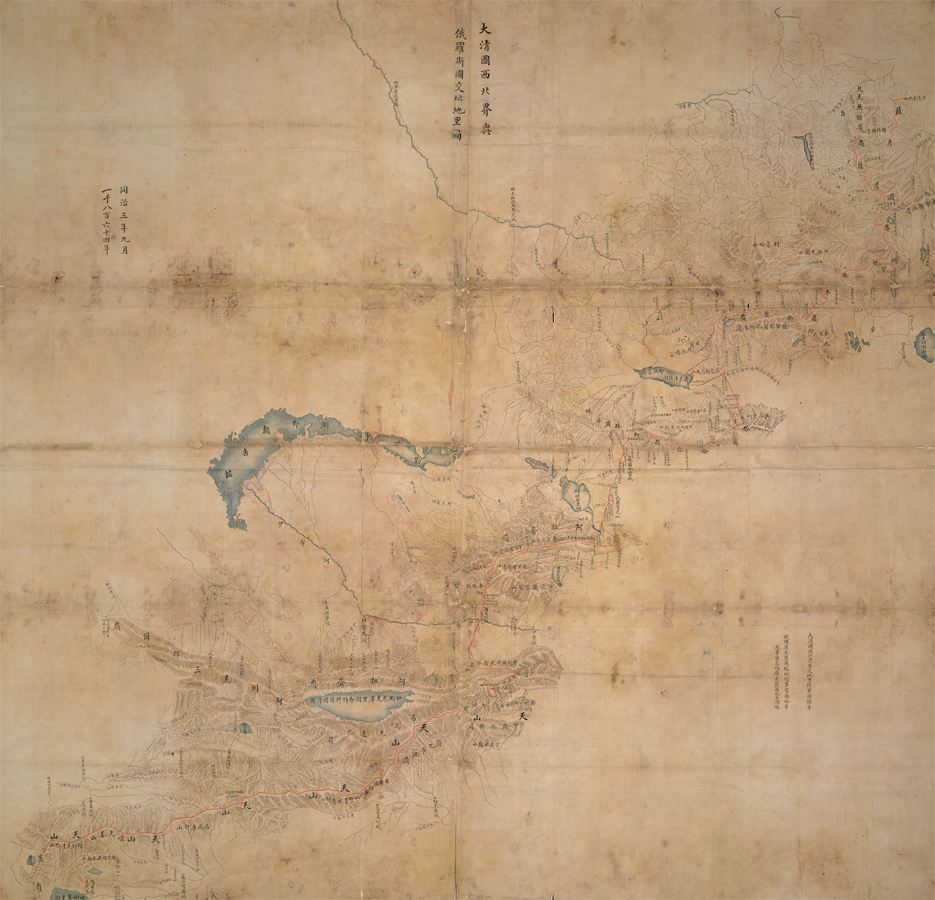
Il confine sino-russo stabilito nel Protocollo di Čugučak (1864). L'attuale confine sino-kazako segue in gran parte la linea stabilita in questo protocollo, con solo piccoli cambiamenti

Le origini del confine risalgono alla metà del XIX secolo, quando l'impero russo espanse in Asia centrale e fu in grado di stabilire il suo controllo sulla regione del Lago Zajsan. L'istituzione del confine tra l'Impero Russo e l'Impero Qing, non troppo diverso dall'odierno confine sino-kazako / kirghiso / tagico, era previsto nella Convenzione di Pechino del 1860; l'effettiva linea di confine ai sensi della convenzione fu tracciata dal Trattato di Tarbagatai (1864) e dal Trattato di Uliassuhai (1870), lasciando il lago Zaysan nella parte russa. La presenza militare dell'Impero Qing nel bacino di Irtysh si sbriciolò durante la rivolta dei Dungani (1862–1877). Dopo il fallimento della ribellione e la riconquista dello Xinjiang da parte di Zuo Zongtang, il confine tra l'impero russo e quello Qing nel bacino del fiume Ili fu ulteriormente e leggermente riadattato a favore della Russia dal Trattato di San Pietroburgo (1881) e da una serie di protocolli successivi. Nel 1915 fu firmato un accordo che delimitava più precisamente il confine tra la Valle di Ili e la regione di Džungarski Alatau. La sezione più a sud della frontiera (cioè all'incirca la metà meridionale del moderno confine tra Cina e Tagikistan) non venne delimitata, in parte a causa della continua rivalità tra Gran Bretagna e Russia per il dominio nell'Asia centrale nota come il Grande gioco; alla fine i due imperi concordarono che l'Afghanistan sarebbe rimasto uno stato cuscinetto indipendente interposto tra loro, con la creazione del Corridoio del Wakhan nel 1895. La Cina non partecipava a questi accordi e pertanto la sezione più meridionale del confine Cina-Russia rimase indefinita.
Dopo la Rivoluzione Xinhai e la Guerra civile cinese in Cina e la Rivoluzione d'ottobre e la Guerra civile russa in Russia, il confine sino-russo divenne il confine tra Repubblica Popolare Cinese e URSS. Tuttavia, le autorità cinesi e sovietiche non erano sempre d'accordo sul punto in cui la linea di confine correva sul terreno, il che ha portato, in particolare, a un conflitto di confine a est del lago Žalanaškol nell'agosto 1969.
Il Kazakistan, dopo l'indipendenza, ha negoziato un trattato di confine con la Cina, che è stato firmato ad Almaty il 26 aprile 1994 e ratificato dal presidente del Kazakistan il 15 giugno 1995. Secondo il trattato, una stretta striscia di terreno collinare a est di Žalanaškol che l'URSS e la Cina avevano contestato nel 1969 viene riconosciuta come parte della Cina.
Per delineare più precisamente alcune piccole sezioni del confine, sono stati firmati accordi aggiuntivi il 24 settembre 1997 e il 4 luglio 1998. Negli anni successivi, il confine è stato delimitato sul terreno da commissioni congiunte. Secondo i protocolli e le mappe delle commissioni, la linea di confine dei due paesi è lungo 1782,75 km, di cui 1215,86 km di confine terrestre e 566,89 km di linea di confine corrono lungo (o attraverso) fiumi o laghi. Il lavoro delle commissioni è stato documentato da diversi protocolli congiunti finalizzati con il protocollo firmato a Pechino il 10 maggio 2002.
Nel 2011 è stata aperta un'area di libero scambio transfrontaliera con il porto terrestre di scambio più grande al mondo al confine a Khorgos, nel progetto di collegamento verso l'Europa.
Le autorità di protezione delle frontiere dei due paesi svolgono incontri periodici e talvolta pattugliamenti di frontiera congiunti.

## Valichi di frontiera

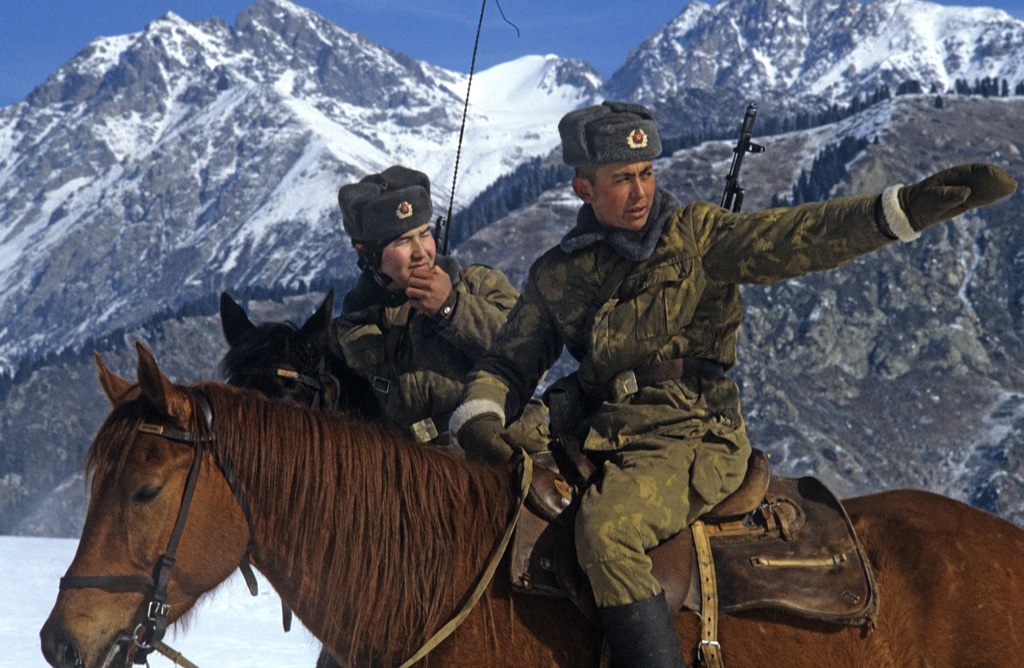
Guardie di frontiera sovietiche che pattugliano il confine URSS-Cina (ora confine Kazakistan-Cina) vicino a Khorgos, 1984

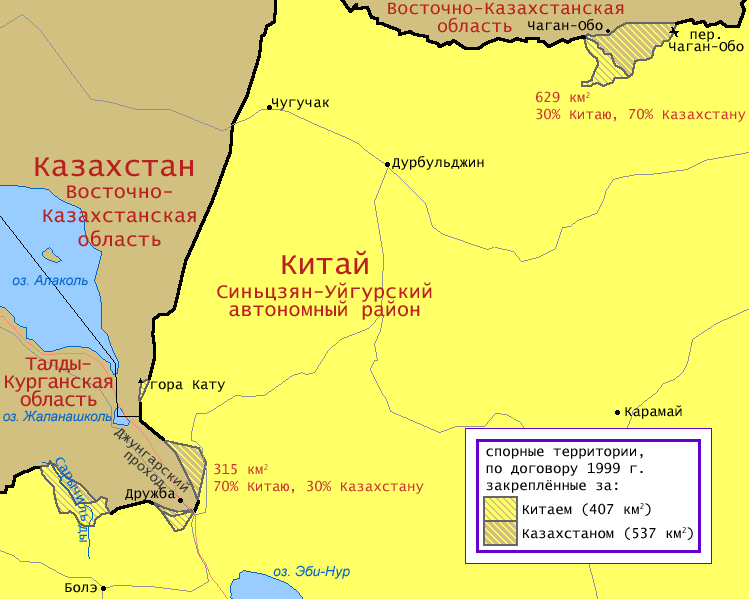
Modifiche nel confine tra Kazakistan e Cina

- Maikapchagai (KAZ) -Jemina (CHN) (strada)
- Bakhty (KAZ) - Tacheng (CHN) (strada)
- Dostyk / Druzhba (KAZ) - Alashankou (CHN) (strada: E014, G3018 / ferrovia: ferrovia settentrionale dello Xinjiang)
- Khorgos (KAZ) - Khorgas (CHN) (strada: E012, G30 / ferrovia: ferrovia Jinghe – Yining – Khorgos)
- Kolzhat (KAZ) - Dulart (CHN) (strada)[7]

## Insediamenti vicino al confine

### Cina
- Tacheng
- Huocheng
- Khorgos

### Kazakistan
- Alekseyeva
- Taunchang
- Akshoky
- Bakhty
- Dostyk
- Almaly
- Khorgos
- Kolzhat
- Sarybastau
- Sumbe
- Narynkol

## Mappe storiche

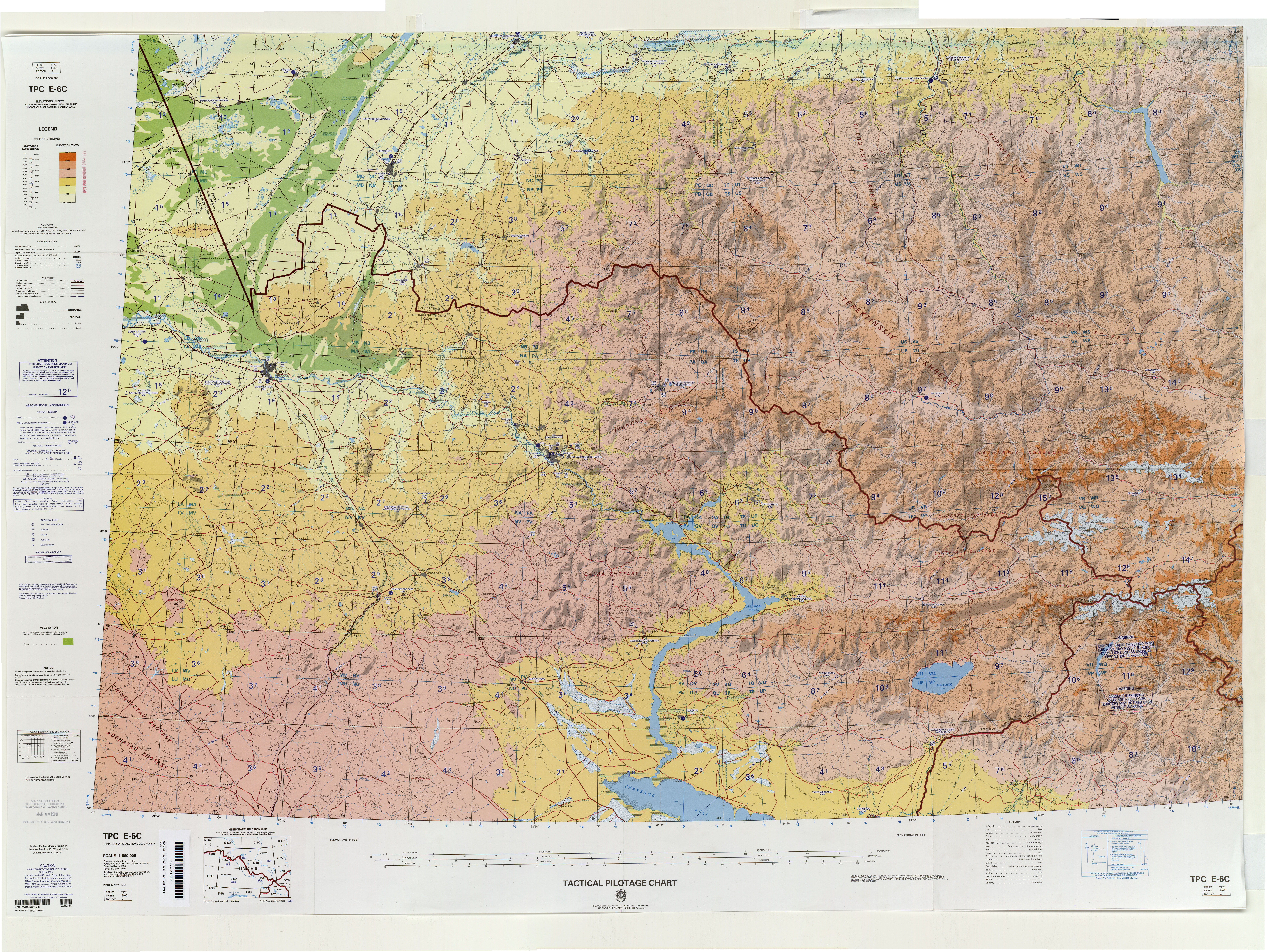
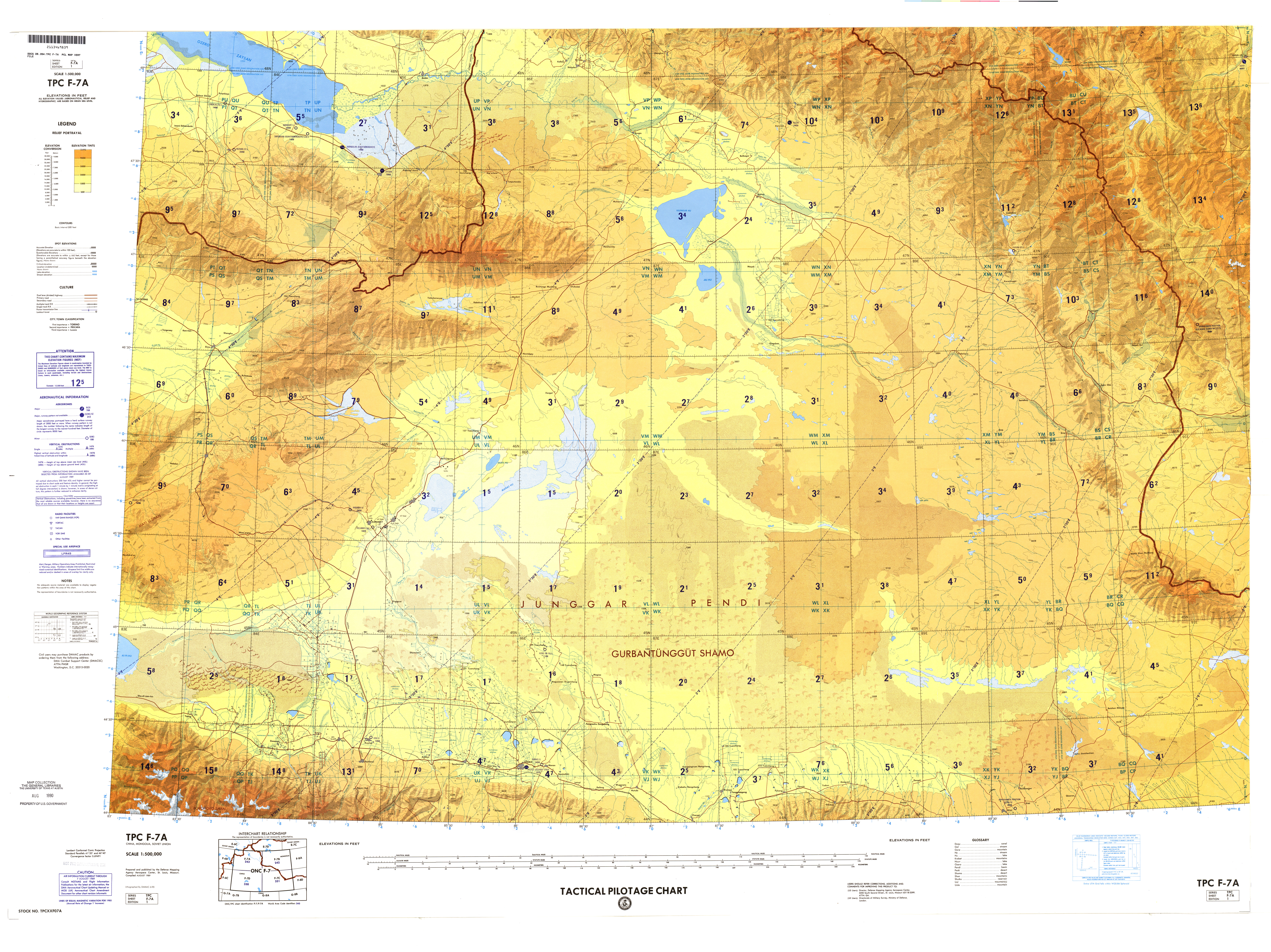
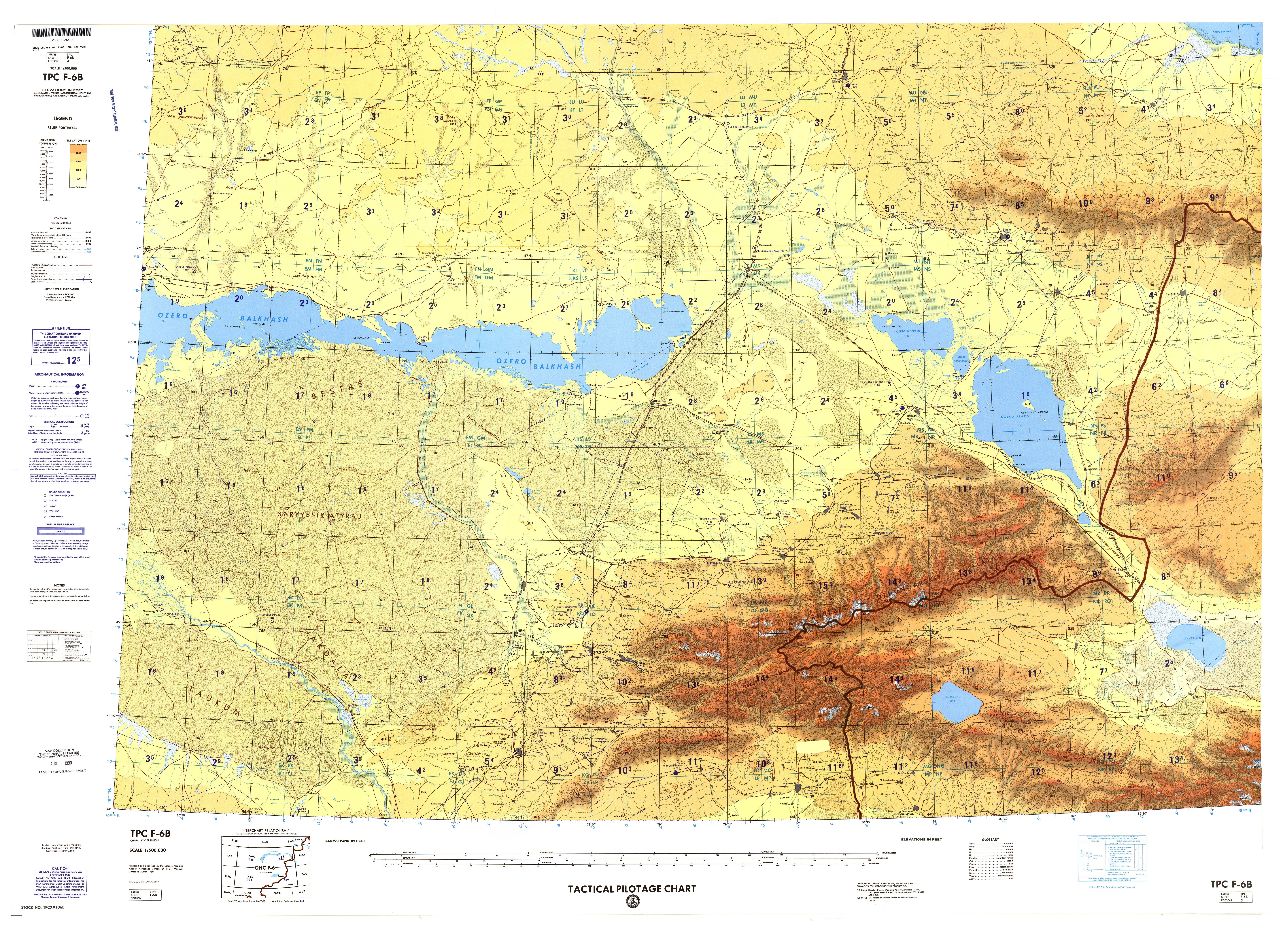
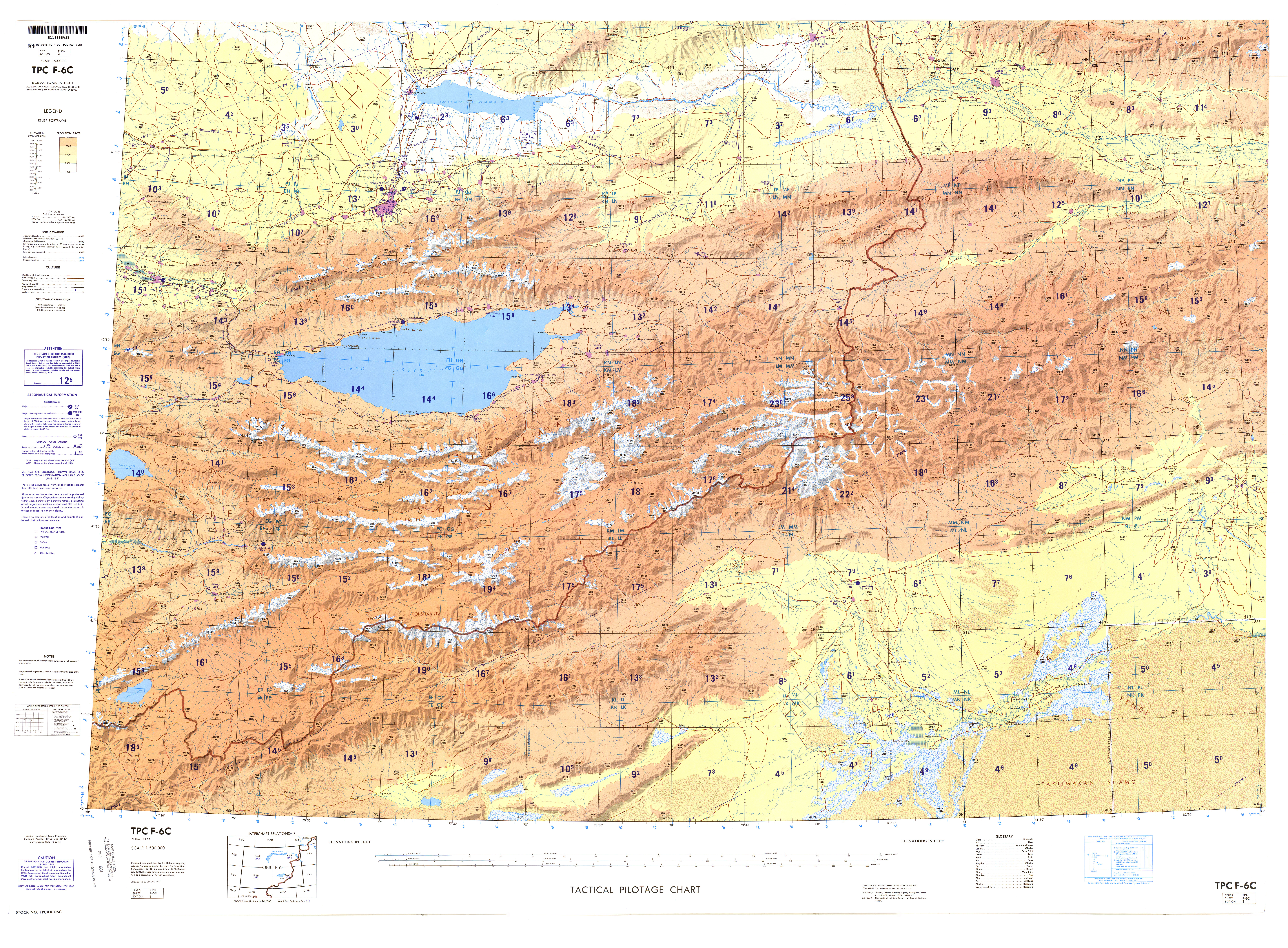

Mappe storiche del confine tra Cina e RSS del Kazakistan da nord a sud (da ovest a est), a metà e a fine del XX secolo:

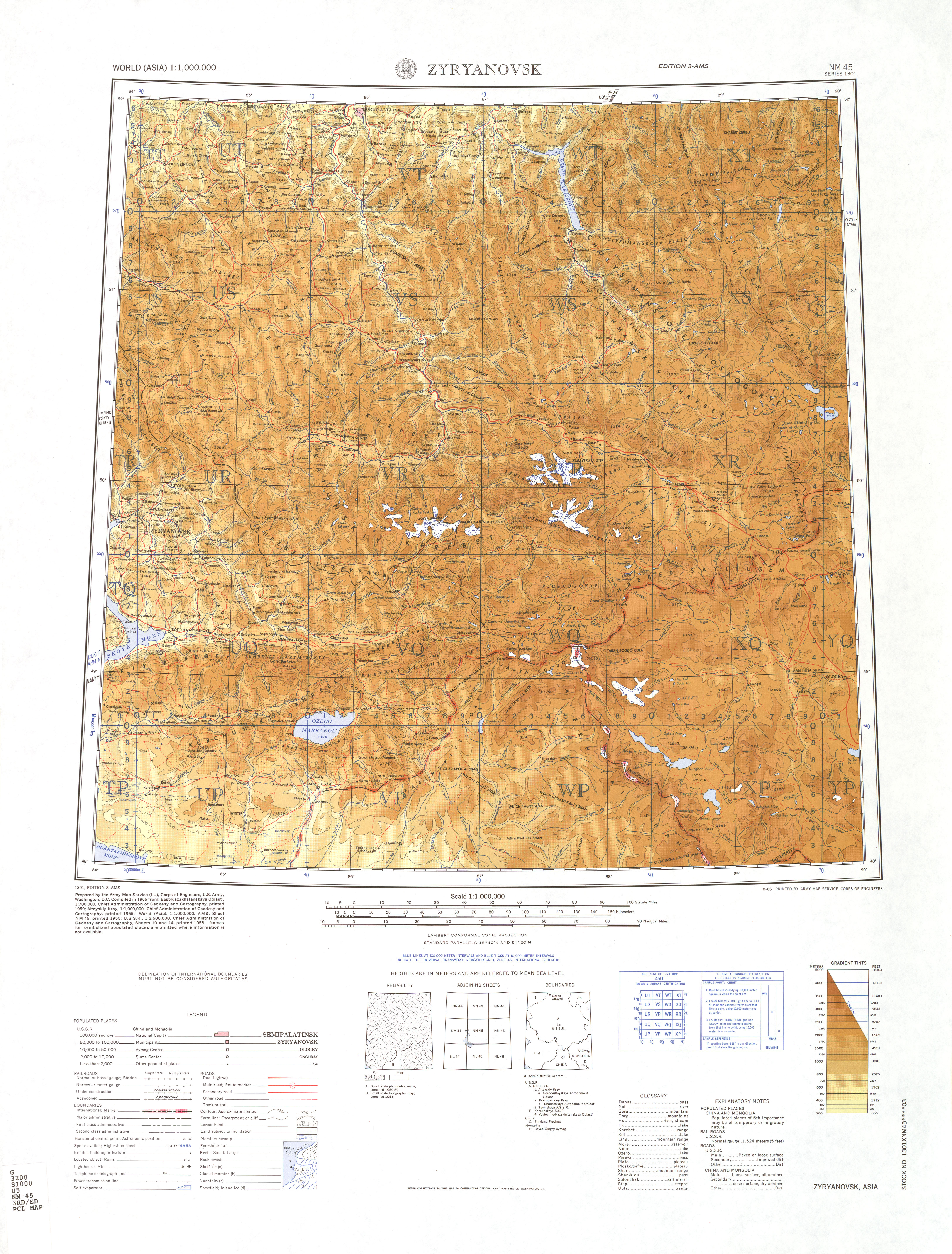
Presso la città di Altaj
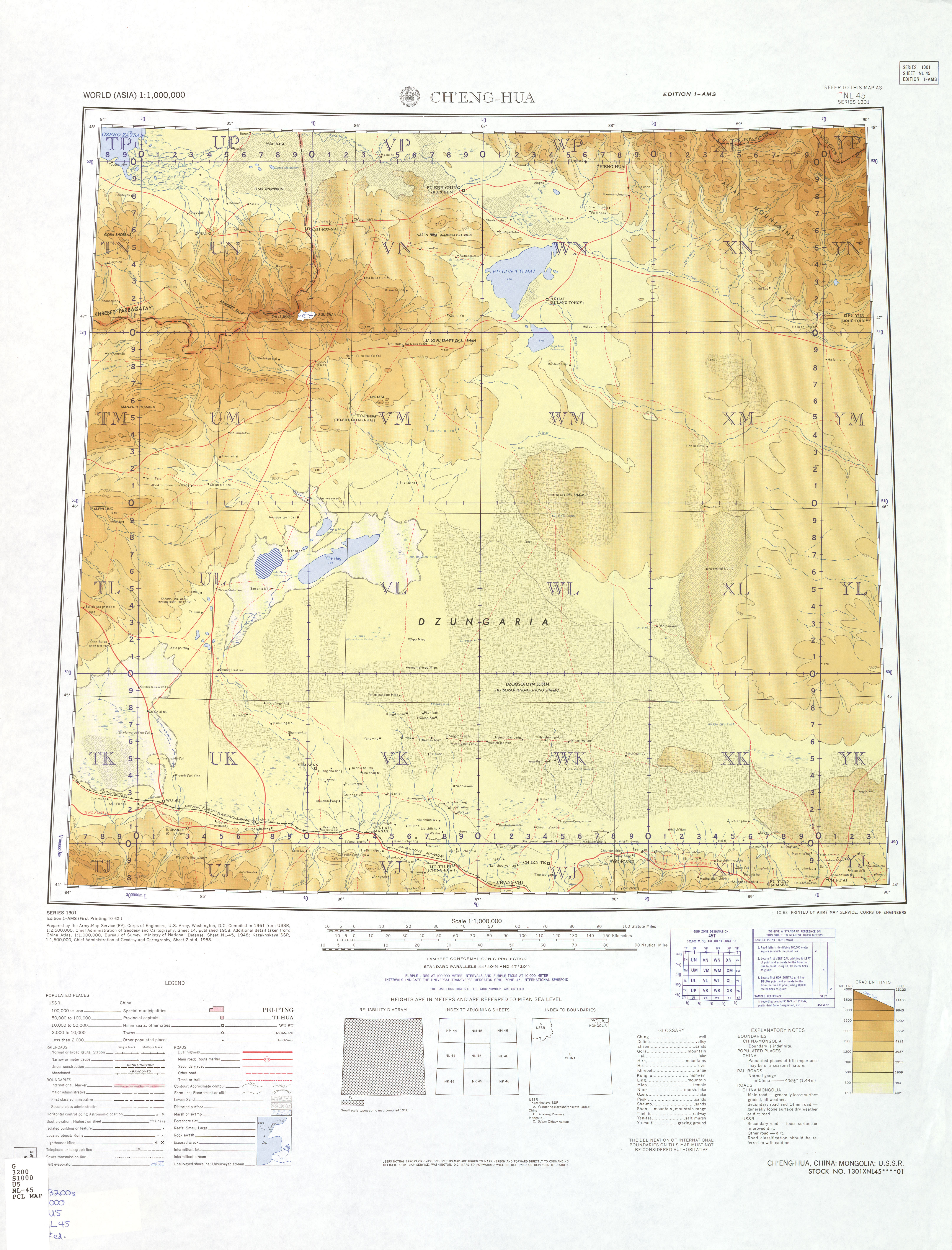
Presso la città di Altaj
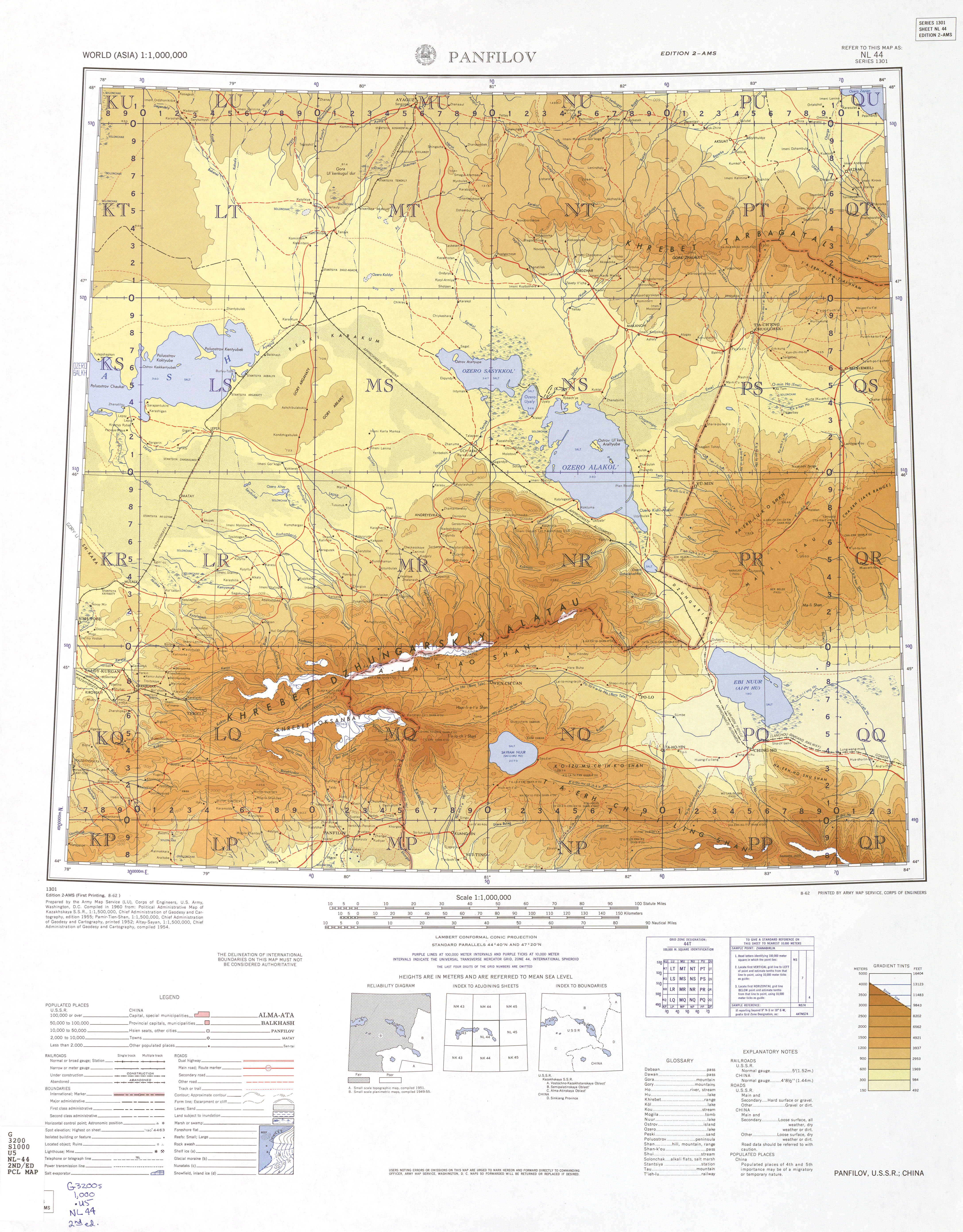
Presso Žarkent
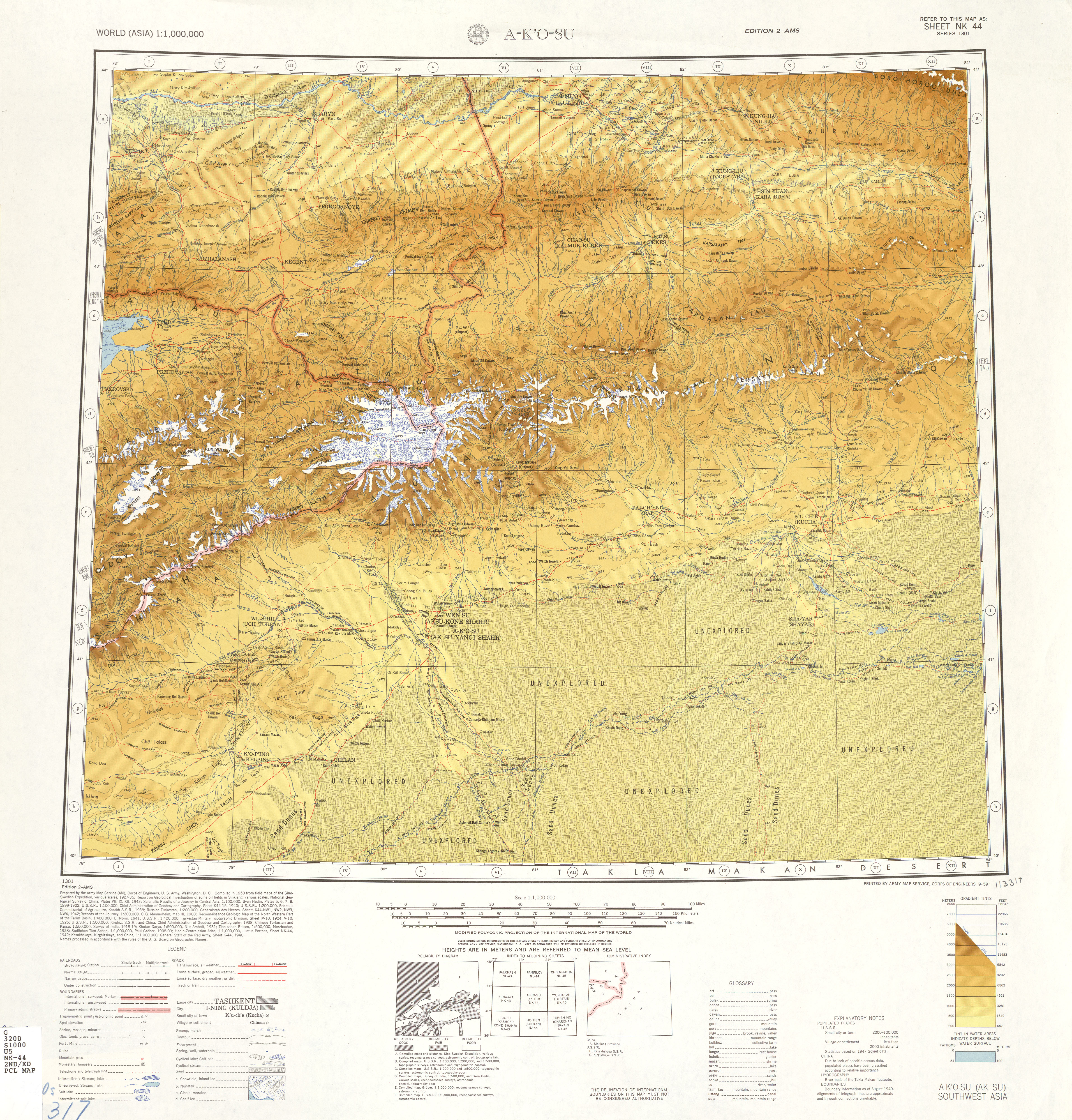
Presso Aksu City